# Endoscypha perforans
Endoscypha perforans — вид грибів, що належить до монотипового роду Endoscypha.